# Sjögren Inlet
Das Sjögren Inlet ist eine rund 15 km lange Bucht im Norden des Grahamlands auf der Antarktischen Halbinsel. Sie liegt nördlich der Longing-Halbinsel und erstreckt sich in ostsüdöstlicher Richtung bis zum Prinz-Gustav-Kanal. Sie wurde durch den starken Rückgang des Sjögren-Gletschers freigelegt.
Das UK Antarctic Place-Names Committee benannte sie 2006 in Anlehnung an die Benennung des gleichnamigen Gletschers. Dessen Namensgeber ist der schwedische Geologe Hjalmar Sjögren (1856–1922), ein Unterstützer der Schwedischen Antarktisexpedition (1901–1903) unter der Leitung Otto Nordenskjölds.